# 大神景光
大神 景光（おおが の かげみつ）は、鎌倉時代後期から南北朝時代にかけての貴族・楽人。家名により、山井 景光（やまのい かげみつ）とも称する。大神景政の子。官位は従五位上・安芸守。

## 出自
大神氏は古代豪族の大神氏の末裔で代々音楽をもって朝廷に仕えてきた地下人の家系である。11世紀に奈良を拠点に舞を家業とする家（奈良方）と京都を拠点に笛を家業とする家（京方）に分かれ、京方の嫡流は後に山井家（やまのいけ）と称した。

## 経歴
左近将監を務め、嘉元3年（1305年）に笛一者（宮廷楽人の笛の第一人者）の戸部政多の死を受けて、笛二者から笛一者に昇った。笛に対する自信と山井家の嫡流の当主としたの自負から、一族や他流の者と対立した。正和3年（1314年）に開かれた四条貞子（西園寺実氏の室）の13回忌の際に行われる奏楽の演者を巡って論争を行い、貞子の曾孫にあたる伏見上皇の激怒を買って出仕を差し止められた（『公衡公記』正和4年4月7日条）。
後醍醐天皇が即位すると、正式な御師であった藤井嗣実と共に出仕して天皇に笛を教授した（東宮時代からの御師粟田口嗣房は即位直前に没していた）。元徳3年（1331年）、天皇は名笛柯亭にて荒序の曲を演奏した際に功労として雅楽頭に任ぜられた。更に貞和3年（1347年）、光明天皇に対しても万秋楽の秘説を伝授している。この時、従五位上安芸守であった。また、笙にも秀でていて同じ頃に天皇に笙の秘曲も伝授している。この年、景光の楽曲を聴いた洞院公賢は景光は今年で75歳になるがその吹く笛は絶妙であると称賛している。
唐楽・高麗楽の笛譜を集成した『註大家龍笛要録譜』（『龍笛要録譜』）の著者として知られ、他にも多くの笛に関する著作を著したと伝えられているが現存しているものは少ない。

## 系譜
- 父：大神景政
- 母：不詳
- 妻：不詳
  - 男子：大神景朝
  - 男子：大神景茂